# Fogars de la Selva
Fogars de la Selva è un comune spagnolo di 806 abitanti situato nella comunità autonoma della Catalogna.